# Rachele Somaschini
Rachele Somaschini (Milano, 18 febbraio 1994) è una pilota automobilistica italiana, impegnata come pilota di rally nel Campionato Italiano Rally Sparco e nel Campionato del Mondo Rally (WRC).

## Biografia
Rachele Somaschini nasce a Milano ma vive da sempre a Cusano Milanino, figlia d'arte, si innamora della velocità fin da bambina. Suo padre, Luca Somaschini è un pilota automobilistico degli anni '90, spesso in coppia con Arturo Merzario nelle gare endurance.
Dalla nascita è affetta da fibrosi cistica, malattia genetica ad oggi molto diffusa ma poco conosciuta, che le ha impedito di coltivare fin da piccola la sua passione per i motori. Dal 2011 collabora con la Fondazione Ricerca Fibrosi Cistica Onlus, il cui presidente è Matteo Marzotto, prestando a titolo gratuito la sua testimonianza. Nel 2016 fonda l'iniziativa charity #CorrerePerUnRespiro, per unire la sua passione per i motori al bisogno di sensibilizzare ed informare sull’importanza della ricerca scientifica.
Il 20 giugno 2023 Rachele pubblica il suo primo libro autobiografico e solidale, edito da Baldini+Castoldi, dal titolo Correre Per Un Respiro dall'omonimo progetto di sensibilizzazione. Le royalties del libro sono state interamente devolute alla Fondazione Ricerca Fibrosi Cistica. 
Sui campi gara, durante eventi solidali e attraverso la piattaforma online, il progetto #CorrerePerUnRespiro ha raccolto a fine 2024 oltre 470.000 € di donazioni, destinate a sostenere importanti progetti di ricerca e informazione, tra cui, da ultimo, il Test genetico del Portatore Sano, per affrontare una gravidanza consapevole. 

## Carriera sportiva

### 2013-2015
Nel 2013 ha avuto l'opportunità di correre la sua prima gara all'Autodromo Nazionale di Monza in coppia con suo padre nella Coppa Intereuropa Storica con una Alfa Romeo Giulietta Sprint Veloce. Nel 2014 esordisce nella sua prima cronoscalata, la Trento Bondone, parte del Campionato Italiano Velocità Montagna, al volante di una Citroen Saxo N2.
Proprio in questa occasione si appassiona al mondo delle cronoscalate e decide di prendere parte nel 2015 ad alcuni appuntamenti del Campionato Italiano Velocità Montagna: Sarnano-Sassotetto, Trento-Bondone, Gubbio - Madonna della Cima, Pedavena-Croce d'Aune.

### 2016
Visti i risultati positivi ottenuti durante la stagione, nel 2016 prende parte all'intero Campionato Italiano Velocità Montagna vincendo la sua Categoria Racing Start Plus con la MINI Cooper S John Cooper Works preparata dalla sua scuderia, l'RS TEAM. In questa stagione fa segnare il record di categoria durante la Monte Erice con un tempo di 3.45'61″.
Nello stesso anno, in contemporanea, accumula esperienza in pista correndo nel MINI Challenge Italia e vincendo la Categoria "Cooper S". In questa occasione viene premiata da Alex Zanardi al Mugello ricevendo la coppa di riconoscimento ed un test con la nuova MINI John Cooper Works.

### 2017
Nel 2017 vince per la prima volta la Coppa Dame prendendo parte alle 12 gare del Campionato Italiano Velocità Montagna e prende parte ad alcune tappe del MINI Challenge Italia con la nuova MINI John Cooper Works Categoria "Pro". Durante questa stagione viene selezionata per il Progetto Giovani di Hankook Competition nei rally e prende parte alla kermesse motoristica di fine stagione: il Monza Rally Show.

### 2018
Nel 2018 inizia la sua carriera nei Rally grazie alla Plus Rally Academy partecipando all'intero Campionato Italiano Rally come pilota ufficiale Hankook, con uno sfortunato debutto al Rally del Ciocco i su MINI Cooper S. Prosegue ai Rally di Sanremo, Rally Targa Florio, Rally Elba, Rally San Marino, Rally Roma Capitale, su Peugeot 208 R2 in coppia con Gloria Andreis e Lorena Boero. Dal Rally Adriatico cambia definitivamente vettura passando alla Citroen DS3 R3T della Sportec Engineering proseguendo con il Rally Due Valli e la cronoscalata di Tandalò. Chiuderà la stagione al Monza Rally Show partecipando per la prima volta con una vettura di Classe R5, la Peugeot 208 T16 R5.

### 2019
Nel 2019 debutta nel WRC al Rally di Monte Carlo, arrivando 63ª assoluta e 8ª di classe RC3 su Citroen DS3 R3T in coppia con Sergio Marchetti. Con la partecipazione alle 8 gare del Campionato Italiano Rally vince la Coppa ACI Femminile in coppia con Chiara Lombardi, su Citroën DS3 R3.
Decide anche di fare esperienza su fondo sterrato nel Campionato Raceday Rally Terra prendendo parte al Rally Balcone delle Marche, Prealpi Master Show e Rally Val D'Orcia. Terza esperienza al Monza Rally Show su Skoda Fabia R5.

### 2020
Nel 2020 Rachele Somaschini ha aperto la stagione con il Rally di Montecarlo su una Citroen DS3 R3T in coppia con Chiara Lombardi, dove ha ottenuto il 7º posto di classe RC3.
Diventa portacolori del FIA Women in Motorsport, il progetto istituito dalla Federazione Internazionale dell'Automobile per promuovere la partecipazione femminile al mondo dei motori.
La stagione rallystica prevede la partecipazione di Rachele Somaschini all’intero Campionato Europeo Rally, che comprende otto gare distribuite nel Vecchio Continente, quattro su asfalto e quattro su fondo sterrato.

### 2021
Nel 2021 disputa il Campionato Italiano e il Campionato Italiano Terra, 3 gare di Campionato Europeo e si laurea per la seconda volta Campionessa Italiana Rally Femminile con la Citroen C3 R5. Sempre nel 2021 Rachele viene insignita del premio internazionale “Eurordis Young Patient Advocate Award”, a riconoscimento del suo sforzo volto a diffondere la conoscenza sulla fibrosi cistica e a raccogliere fondi destinati alla ricerca per migliorare le condizioni di vita dei soggetti affetti.

### 2022
Nel 2022, a inizio stagione, ha lottato per la vittoria nell’ICE Challenge, Campionato velocità su ghiaccio, e si è poi impegnata in due livelli di competizione in selezionati eventi nella prima parte del Campionato Europeo Rally e quindi nel Campionato Italiano Rally (Terra e Asfalto).

### 2023
Lotta per la vittoria nell’ICE Challenge, il Campionato velocità su ghiaccio, con la KIA RIO RX da 600CV di Gigi Galli.
Nella stagione sportiva 2023 affronta due programmi importanti in due diversi campionati: 6 eventi nel Campionato Europeo Rally insieme all'esperto navigatore Nicola Arena, e 6 eventi nel Campionato Italiano Rally (Terra e Asfalto) con Arianna Faustini e Nicola Arena alle note, per un totale di 12 appuntamenti rallystici, sempre su Citroen C3 Rally2, gestita da FPF Sport.
Conquista per la terza volta il Titolo di Campionessa Italiana Rally Femminile al Rally di Monza, gara conclusiva del Campionato Italiano Rally 2023

### 2024
Disputa due programmi sportivi completi, nel Campionato Italiano Rally e nella serie internazionale TER Series, su Citroen C3 Rally 2, conquistando i Titoli di Campionessa Assoluta TER – Tour European Rally e Campionessa Italiana Rally Femminile (per la quarta volta).

### 2025
La pilota disputerà un programma di sei gare europee nel Campionato del Mondo Rally (WRC), nella categoria WRC2, con Citroen C3 Rally 2 e affiancata da Nicola Arena alle note. 

## Vita lavorativa
Rachele è CEO di RS TEAM SRL, la società fondata nel 2021 per la gestione dell'attività di Rachele nello sport e oltre. 
Al di fuori delle competizioni, Rachele è Istruttore di Guida Federale ACI Sport di Secondo Livello e collabora con alcune scuole di pilotaggio per corsi di Guida Sicura e Sportiva. Inoltre è Istruttore di Guida Sicura per ACI Sara – Centro di Guida di Arese (MI), dal 2017.

## Riconoscimenti
Febbraio 2021: EURORDIS Young Patient Advocate Award per l'impegno nella sensibilizzazione verso una malattia rara
Ottobre 2023 il libro "Correre Per Un Respiro" vince il prestigioso Premio Geremia “Coni” per passione ed etica sportiva
Marzo 2024: Premio Woman in WOW dall'Autodromo di Imola e titolo di DOZZAmbassador dal Comune di Dozza
Giugno 2024: Premio UNA Comunicazione, alla carriera per l'impegno sportivo e solidale
Settembre 2024: il libro #Correre Per Un Respiro ottiene il secondo posto nel Premio “Protagonisti dello Sport” dello Sport Business Forum di Belluno

## Vita privata
Rachele nasce a Milano alla Clinica Pio X; dopo trenta giorni dalla sua nascita, i genitori vennero ricontattati dalla clinica per un'anomalia dello screening neonatale, obbligatorio in Lombardia dal 1992, per effettuare ulteriori esami ed in particolare il Test del sudore. La diagnosi fu immediata: fibrosi cistica, la malattia genetica grave più diffusa che in Italia conta circa 8000 malati e di cui 1 persona su 25 è portatore sano. Sono state individuate quasi 2 000 mutazioni nel gene responsabile di questa malattia, tuttavia nel 1994 una delle mutazioni di Rachele risultava ancora sconosciuta: la 2789+5G>A, individuata 10 anni dopo come mutazione di quarta classe. Questo il motivo per cui Rachele pur essendo affetta da fibrosi cistica, una malattia degenerativa e multi organo, è riuscita a realizzare uno dei suoi più grandi sogni, quello di diventare una pilota. La malattia, fino ad oggi, si è in lei manifestata in modo meno severo rispetto a tanti altri coetanei che hanno difficoltà ad avere una vita normale a causa delle frequenti riacutizzazioni e necessitano di maggiori cure e talvolta del trapianto di polmoni.
Rachele si è diplomata nel 2012 al Liceo Scientifico frequentando i Salesiani di Sesto e il Liceo Maria Mazzarello.

## Risultati

### WRC
| 2019 | Scuderia | Vettura         |    |  |  |  |  |  |  |  |  |  |  |  |  |  |  |  | Punti | Pos. |
| ---- | -------- | --------------- | -- |  |  |  |  |  |  |  |  |  |  |  |  |  |  |  | ----- | ---- |
| 2019 |          | Citroën DS3 R3T | 63 |  |  |  |  |  |  |  |  |  |  |  |  |  |  |  | 0     |      |

| 2020 | Scuderia | Vettura                       |    |  |  |  |  |    |    |  |  |  |  |  |  |  |  |  | Punti | Pos. |
| ---- | -------- | ----------------------------- | -- |  |  |  |  | -- | -- |  |  |  |  |  |  |  |  |  | ----- | ---- |
| 2020 |          | Citroën DS3 R3T Citroën C3 R5 | 61 |  |  |  |  | 50 | 42 |  |  |  |  |  |  |  |  |  | 0     |      |

| 2021 | Scuderia | Vettura           |  |  |  |  |  |  |  |  |  |  |  |    |  |  |  |  | Punti | Pos. |
| ---- | -------- | ----------------- |  |  |  |  |  |  |  |  |  |  |  | -- |  |  |  |  | ----- | ---- |
| 2021 |          | Citroën C3 Rally2 |  |  |  |  |  |  |  |  |  |  |  | 32 |  |  |  |  | 0     |      |

| 2025 | Scuderia | Vettura           |    |    |  |    |    |    |  |  |  |  |  |  |  |  |  |  | Punti | Pos. |
| ---- | -------- | ----------------- | -- | -- |  | -- | -- | -- |  |  |  |  |  |  |  |  |  |  | ----- | ---- |
| 2025 |          | Citroën C3 Rally2 | 57 | 43 |  | 36 | 50 | 31 |  |  |  |  |  |  |  |  |  |  | 0     |      |

| Legenda | 1º posto | 2º posto | 3º posto | A punti | Senza punti | Ritirato | Squalificato | NP=Non partito C=Gara cancellata | Apice=Power stage |

### WRC-2
| 2025 | Scuderia | Vettura           |    |    |  |    |    |    |  |  |  |  |  |  |  |  |  |  | Punti | Pos. |
| ---- | -------- | ----------------- | -- | -- |  | -- | -- | -- |  |  |  |  |  |  |  |  |  |  | ----- | ---- |
| 2025 |          | Citroën C3 Rally2 | 18 | 16 |  | 21 | 26 | 16 |  |  |  |  |  |  |  |  |  |  | 0     |      |

| Legenda | 1º posto | 2º posto | 3º posto | A punti | Senza punti | Ritirato | Squalificato | NP=Non partito C=Gara cancellata | Apice=Power stage |

### WRC-2 Challenger
| 2025 | Scuderia | Vettura           |    |    |  |    |    |    |  |  |  |  |  |  |  |  |  |  | Punti | Pos. |
| ---- | -------- | ----------------- | -- | -- |  | -- | -- | -- |  |  |  |  |  |  |  |  |  |  | ----- | ---- |
| 2025 |          | Citroën C3 Rally2 | 16 | 14 |  | 19 | 22 | 16 |  |  |  |  |  |  |  |  |  |  | 0     |      |

| Legenda | 1º posto | 2º posto | 3º posto | A punti | Senza punti | Ritirato | Squalificato | NP=Non partito C=Gara cancellata | Apice=Power stage |

### WRC-3
| 2021 | Scuderia | Vettura           |  |  |  |  |  |  |  |  |  |  |  |    |  |  |  |  | Punti | Pos. |
| ---- | -------- | ----------------- |  |  |  |  |  |  |  |  |  |  |  | -- |  |  |  |  | ----- | ---- |
| 2021 |          | Citroën C3 Rally2 |  |  |  |  |  |  |  |  |  |  |  | 13 |  |  |  |  | 0     |      |

| Legenda | 1º posto | 2º posto | 3º posto | A punti | Senza punti | Ritirato | Squalificato | NP=Non partito C=Gara cancellata | Apice=Power stage |

### ERC
| Anno | Scuderia     | Vettura                                | 1       | 2      | 3      | 4       | 5      | 6      | 7      | 8   | Pos. | Punti |
| ---- | ------------ | -------------------------------------- | ------- | ------ | ------ | ------- | ------ | ------ | ------ | --- | ---- | ----- |
| 2020 | Toksport WRT | Peugeot 208 Rally4 Renault Clio Rally5 | ROM 35  | LIE 31 | FAF    | UNG Rit | ISO    |        |        |     | NC   | 0     |
| 2021 | -            | Citroën C3 Rally2                      | POL     | LIE    | ROM 29 | BAR     | AZZ 19 | SER    | UNG    | ISO | NC   | 0     |
| 2022 | RS Team SRLS | Citroën C3 Rally2                      | SER Rit | AZZ 22 | ISO 14 | POL     | LIE    | ROM 17 | BAR    | CAT | 54°  | 2     |
| 2023 | -            | Citroën C3 Rally2                      | SER 28  | ISO 20 | POL 26 | LIE     | SCA 24 | ROM 19 | BAR 21 | UNG | 46°  | 2     |
| 2024 | -            | Citroën C3 Rally2                      | UNG     | ISO    | SCA    | EST     | ROM 27 | BAR    | CER    | SIL | NC   | 0     |